# Francouzský kámen
Francouzský kámen u Brandlína je plochý přírodní objekt s vytesaným nápisem, jenž pravděpodobně pochází z dob napoleonských válek a podle místní tradice připomíná úmrtí skupiny francouzských vojáků. Kámen se nachází v lese při staré cestě mezi obcemi Brandlín a Skrýchov. Text na kameni představuje monogramy zemřelých důstojníků a letopočet 1805. Zahrnuje také další údaj, který byl některými badateli interpretován jako latinkou psaná datace události 30. srpna, jinými naopak jako azbukou zachycená informace o celkovém počtu mužstva 30 osob.
V roce 2003 pracovník Klubu českých turistů ze Studené PaeDr. Antonín Fučík inicioval prostřednictvím odborného pracoviště Národního památkového ústavu v Českých Budějovicích pokus o zápis tohoto „pamětního kamene v lokalitě Březiny u Skrýchova“ do Ústředního seznamu kulturních památek Ministerstva kultury České republiky. Zápis byl však nakonec zamítnut.

## Lokální ústně předávaná tradice
Podle místního rodáka Antonína Junga se mezi lokálním obyvatelstvem ještě na konci 20. století tradovalo, že se poblíž cesty utábořila „skupina francouzských vojáků. Byli mezi nimi jízdní a několik povozů. Vojáci byli převážně nemocní. Zda v důsledku válečných zranění nebo jiných útrap, pověst nepraví. Skupina vojáků čítající 30 osob mužstva a několik důstojníků tam postupně zemřela. Pozůstalí vojáci své druhy na místě ležení pohřbili a na paměť té smutné události vytesali na kámen tam ležící iniciály důstojníků a letopočet.
Pověst o francouzských vojácích byla rovněž ještě ve 20. století součástí výuky na brandlínské škole. Pamětníci vzpomínali, že ve dvacátých letech „pan učitel Zamazal chodil s dětmi pokládat ke kameni květiny při výročí francouzské revoluce“.
Nedaleko kamene také v meziválečném období místní obyvatelé nalezli francouzské mince.

## Historiografické interpretace původu nápisu
PhDr. Pavel Bělina, CSc. z Historického ústavu Armády ČR v roce 1998 interpretoval nápis odlišným způsobem: „Letopočet souhlasí, ale to, co vypadá jako 30 Aug(ust), je ve skutečnosti azbukou psané 30 lic, to jest osob (míněno je zjevně zcela anonymní mužstvo). V žádném případě nemůže jít o 30. srpen, tehdy ještě Francouzi operovali v jihozápadním Německu proti Rakušanům, zatímco ruské předvoje se teprve pohybovaly někde v okolí Těšína. Máte pravdu, že písmena nad tímto údajem zřejmě znamenají monogramy důstojníků. [...] Dokud nebude proveden archeologický průzkum lokality, byl bych skeptický ke tvrzení, že se jedná o hromadný hrob. Zvyk zanechávat jména, nebo monogramy vytesané do kamene byl totiž značně rozšířen.“
S některými závěry doktora Běliny polemizovala pedagožka dějin umění Lydie Šloufová, která v terénu na místě ověřila, že písmeno „A“ je v nápisu „30 Aug.“ zřetelně přeškrtnuto a nejde tedy o azbukou psané písmeno „L“. Podle jejího soudu se může jednat o zkratku francouzského „Augmenter“ (navýšení). Patrně tedy nejde o datum, ale francouzsky psaný údaj o mužstvu.
Originální interpretaci sporné části nápisu na kameni navrhl také hudební historik prof. Robert Smetana, který jej považoval za podpis kameníků, kteří vybudovali systém hraničních kamenů vymezujících území zdejších panství.

## Galerie

Nadpis
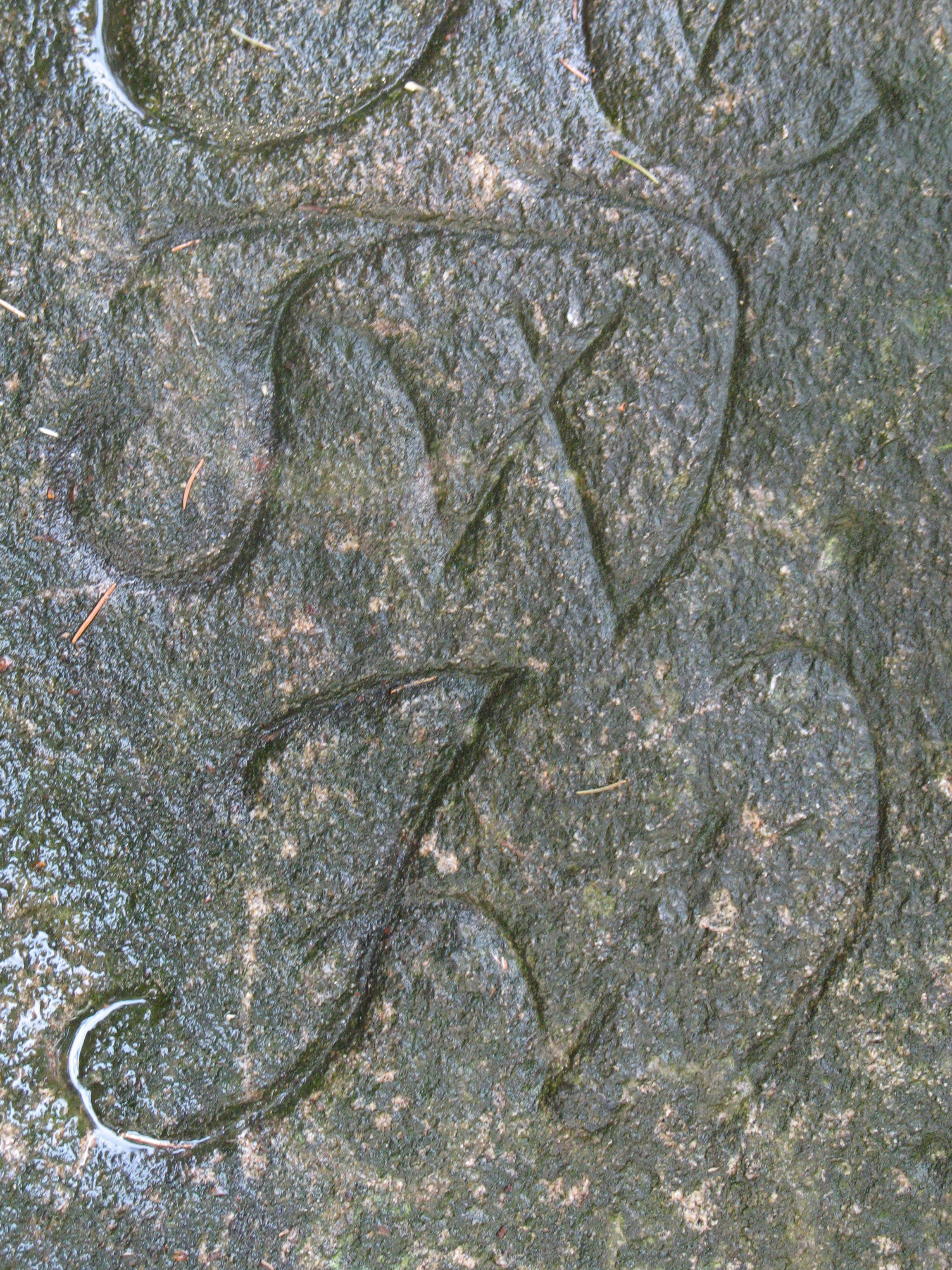
Detaily monogramů
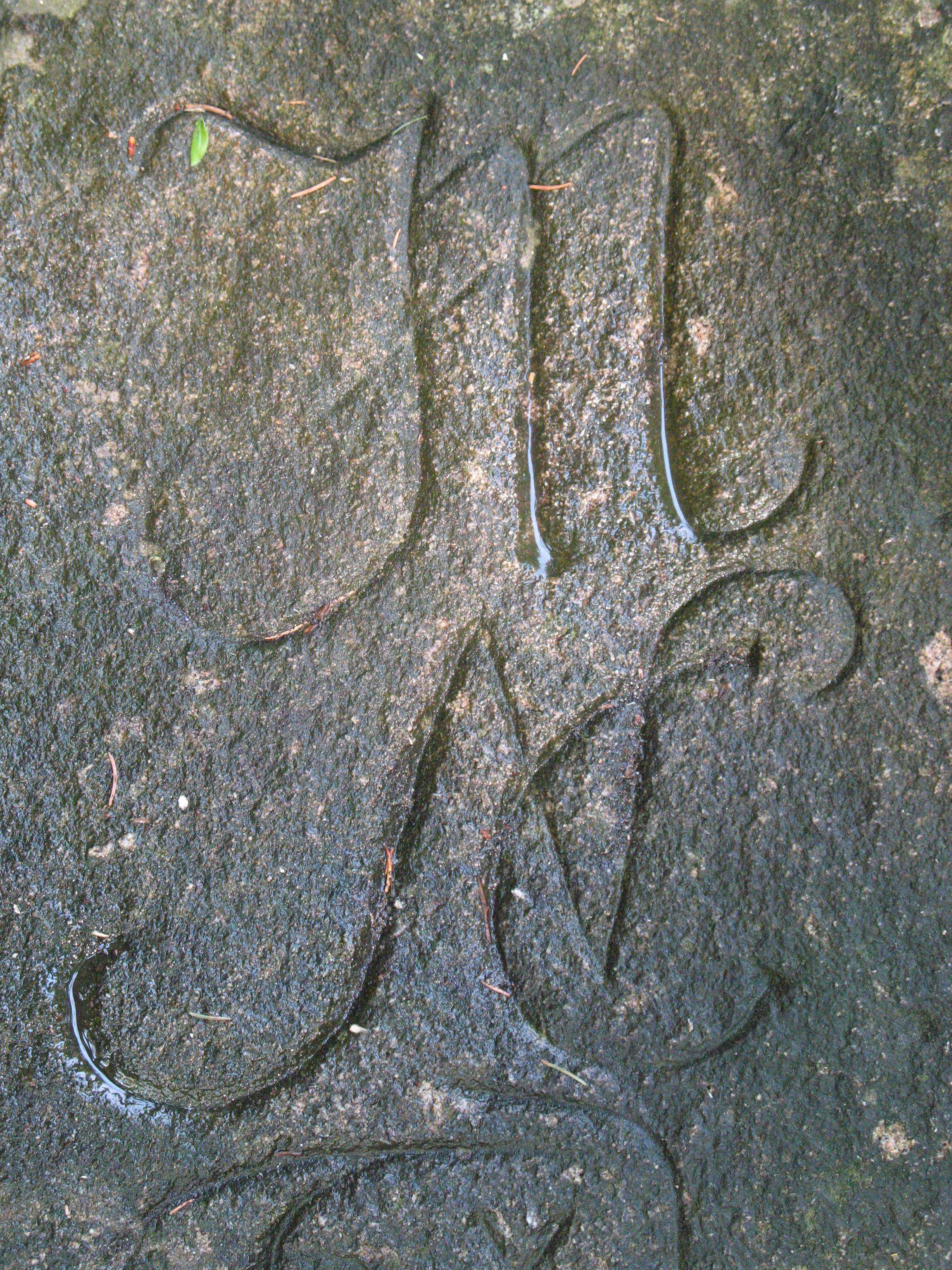
Detaily monogramů
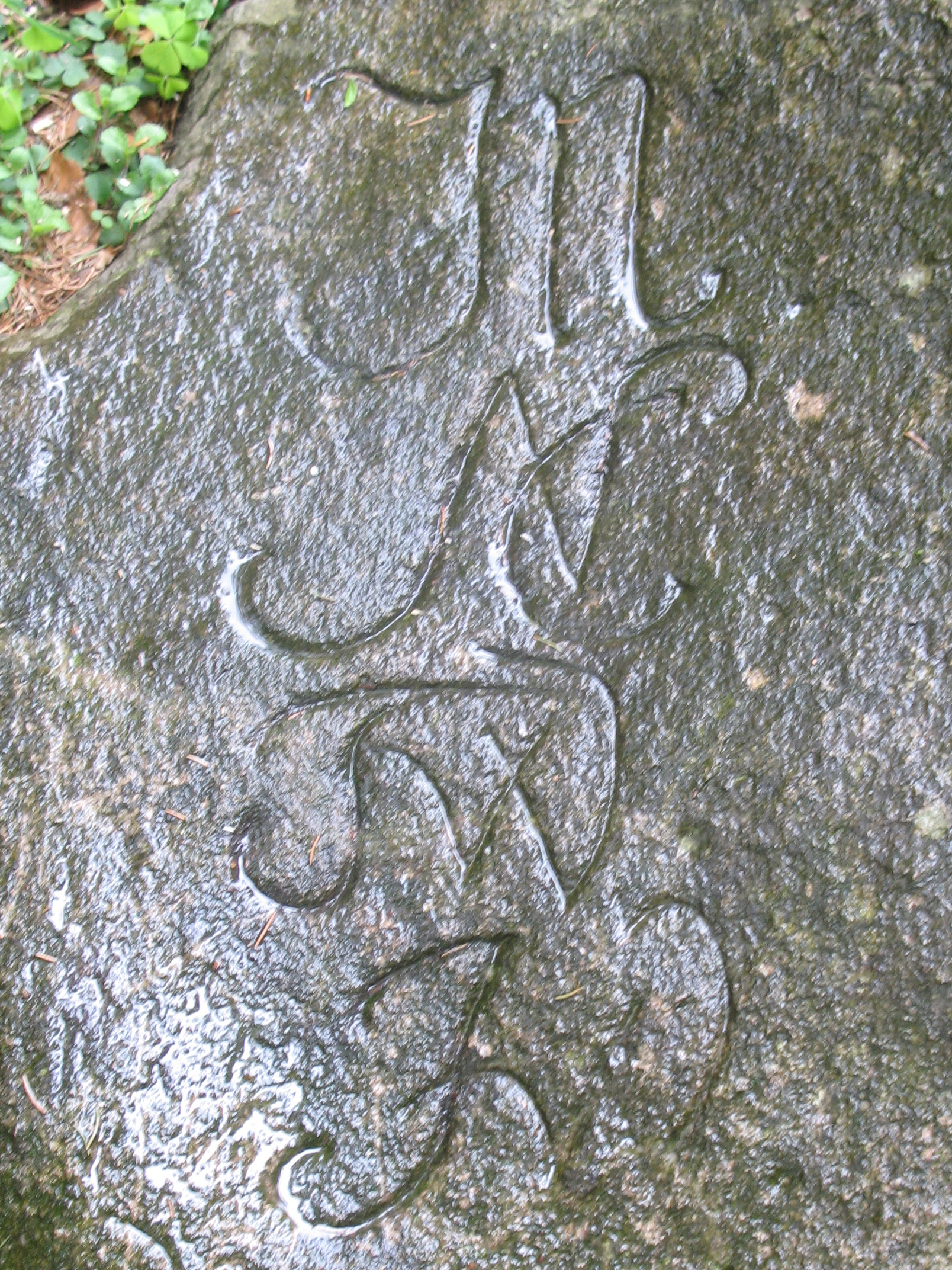
Monogramy
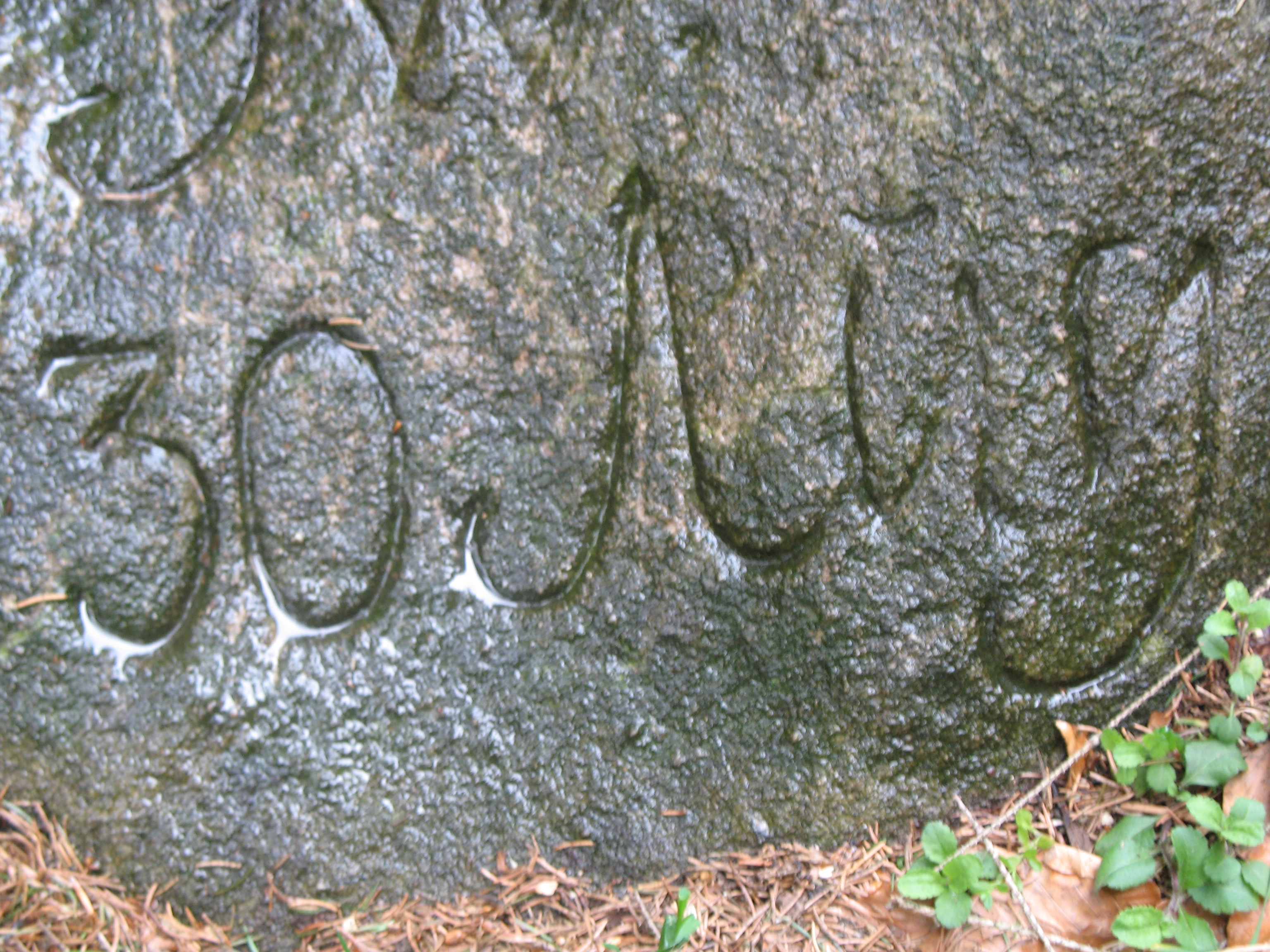
Sporná část nápisu
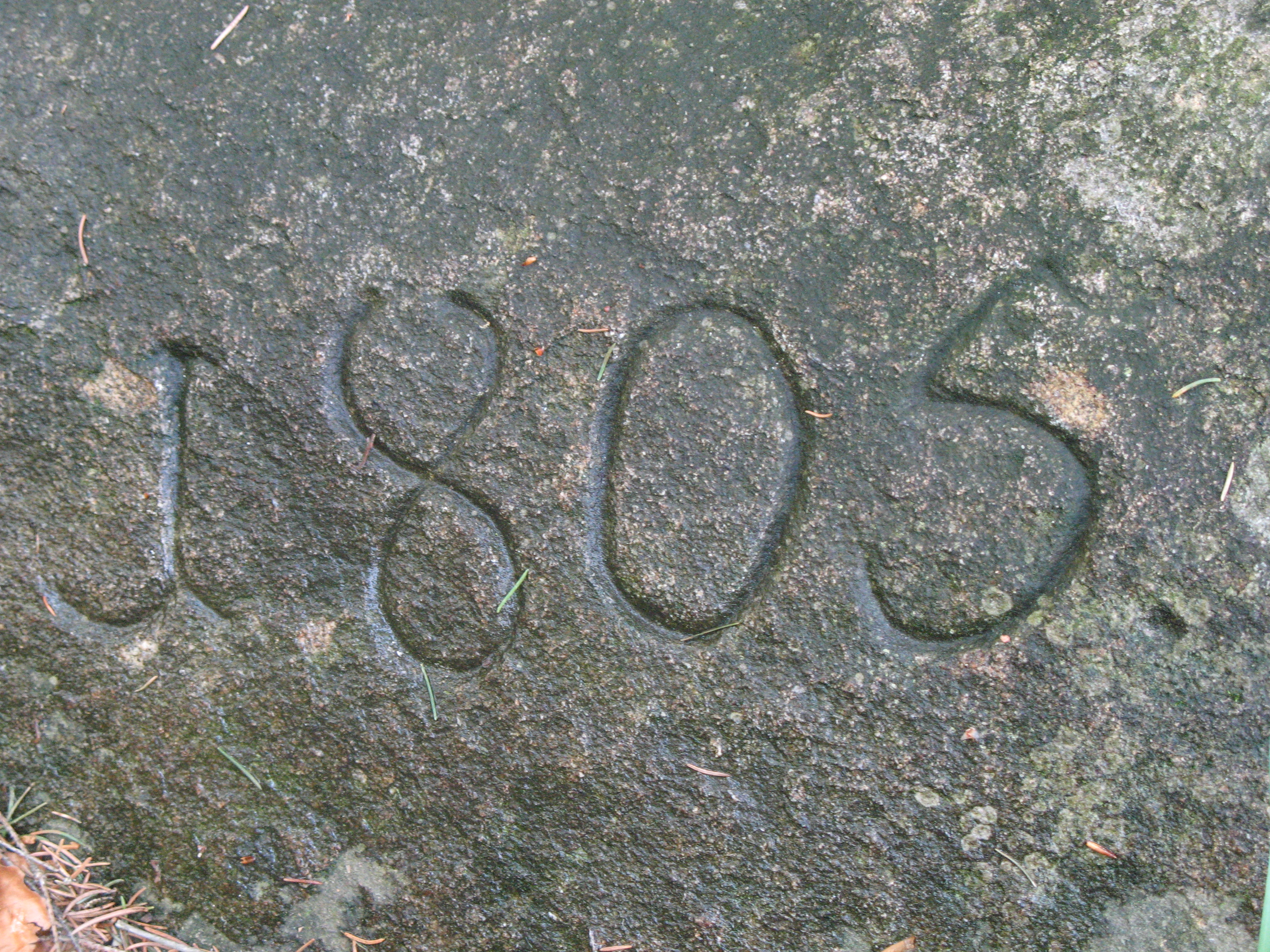
Letopočet